# Markus Egger (Beachvolleyballspieler)
Markus Egger (* 24. Februar 1975 in Zug) ist ein ehemaliger Schweizer Beachvolleyballspieler.

## Karriere
Egger spielte 1997 seine ersten internationalen Turniere mit Sascha Heyer. 1998 bildete er ein Duo mit Bernhard Vesti, das im folgenden Jahr bei der Weltmeisterschaft in Marseille nicht über den 41. Platz hinauskam.
Ende 2000 kam Egger mit Heyer zusammen und musste sich bei der Europameisterschaft in Getxo nur den Landsleuten Paul und Martin Laciga geschlagen geben. Beim nächsten Turnier in Jesolo gelang Egger/Heyer in einer Neuauflage des Endspiels die Revanche gegen die Laciga-Brüder, womit sie ihren ersten Titel gewannen. Bei der WM in Klagenfurt verloren sie in der ersten Hauptrunde nach drei Sätzen gegen die Brasilianer Emanuel und Tande.
Nachdem sie bei der Europameisterschaft 2002 im eigenen Land auf dem neunten Rang nur das drittbeste Schweizer Duo gewesen waren, gewannen sie 2003 in Alanya die Bronzemedaille. Im gleichen Jahr scheiterten sie bei der WM in Rio de Janeiro in der ersten Hauptrunde an den Norwegern Kjemperud/Høidalen. Die Europameisterschaft 2004 endete wieder erst im Final, den Egger/Heyer gegen Markus Dieckmann und Jonas Reckermann verloren. Am Ende des Jahres trennte sich das Duo.
Ab 2005 spielte Egger zusammen mit seinem langjährigen Konkurrenten Martin Laciga, während dessen Bruder Paul Heyers neuer Partner wurde. Bei der WM in Berlin konnten Egger/Laciga die US-Amerikaner Gibb/Metzger besiegen, bevor sie sich den späteren Vierten Polte/Schoen und den Kanadiern Leinemann/van Huizen geschlagen geben mussten. Kurz darauf konnten sie das Open-Turnier in Stare Jabłonki gewinnen. Ein Jahr später endete die gemeinsame Karriere.
Markus Egger war dreimaliger Schweizer Meister (1997, 1999 und 2001).